# フライベルクの戦い
フライベルクの戦い（独: Schlacht bei Freiberg）は、ザクセン選帝侯領で1762年10月29日に行われた、七年戦争最後の大規模な戦闘である。

## 背景
1762年に女帝エリザヴェータが薨去すると、ロシアは戦争から離脱した。その間に、プロイセン王国は絶望的な状況から救われる。しかしオーストリア（ハプスブルク君主国）軍と神聖ローマ帝国軍は戦闘行為を継続したため、戦争の帰趨は決していなかった。
ザクセンでは当初、プロイセン王子ハインリヒが神聖ローマ帝国軍を相手に、優勢に作戦行動を進めていた。しかし1762年8月2日、ザイトリッツ中将がテプリツェで敗れると、ザクセンの大部分が失われる危機が生じた。フリードリヒ大王はザクセンのほとんどを、プロイセンの勢力下に留めるよう固執する。占領した地域は、将来の講和会議で交渉材料になる予定であった。
ハインリヒ王子はフライベルクで、24個大隊、7個義勇大隊および72個騎兵中隊を指揮下に置いていた。すなわち15,636名の歩兵と7,021名の騎兵、合わせて22,657名の兵力である。神聖ローマ帝国軍に従うのは45個大隊と74個騎兵中隊であり、さらにザクセン公子アルベルト・カジミールが率いる軍団の来援を待っていた。

## 戦闘の経過
ハインリヒ王子は神聖ローマ帝国軍をザクセンから駆逐するため、会戦を決意する。10月28日から10月29日にかけての夜、プロイセン軍は4個の部隊に分かれて、防備を固めた帝国軍の陣地を目指した。
ベリンク少将が最初の攻撃を指揮し、ある高地の占領に成功した。そこは帝国軍の右翼を砲撃するべく、1個砲兵中隊を配置できる場所であった。いよいよプロイセン軍の前衛部隊がヴェーゲファート（Wegefarth）からオーバーシェーナを経由して前進する。そしてそこに配置されていたフザールを追い払うと、帝国軍の左側面に回った。帝国軍はこの迂回行動から逃げず、砲撃戦を展開するだけであった。
その間にプロイセンの歩兵は、帝国軍陣地への経路を確保する。そしてザイトリッツ中将率いる騎兵隊が攻撃を敢行すると、帝国軍の歩兵はついに撃退された。両軍とも粘り強く戦ったものの、2時間後には戦闘が終結する。帝国軍はムルデ川を渡り、退却せねばならなかった。

## 影響
この戦いをもって、ザクセンでの作戦行動は終了した。フリードリヒ大王は、弟の勝報を褒め称える。
また、次のように断言している。
実際、神聖ローマ帝国軍とオーストリア軍にとってザクセンの戦況は、支えきれないものとなっていた。プロイセンの勝利は、あらゆる方面からの講和の希求に繋がる。フリードリヒ大王は自己批判を経てもなお、弟のハインリヒ王子を、戦争の間に間違いを犯さなかった唯一の将軍と認めたのである。